# مسرح باتنة الجهوي
مسرح باتنة الجهوي من أحد المسارح الجهوية بالجزائر وبتواجد وسط مدينة باتنة بشارع الجمهورية.

## التأسيس
تأسّس بمقتضى المرسوم الوزاري رقم 85 – 172 المؤرخ في 29 رمضان عام 1405 الموافق 18 جوان سنة 1985، وباشر أعماله في دار الثقافة بباتنة لمدة ثلاث سنوات، قبل أن تنتقل الفرقة عام 1988 إلى بناية شُيّدت في مطلع القرن العشرين.

## أعمال
- “الفلقة”
- “النار والنور”
- “الحمامة”
- “الملك هو الملك”
- “الصرخة الصامتة”
- “عشيق عويشة”
- “الحراز”